# باشگاه فوتسال فجر قائم گلوگاه
باشگاه فوتسال فجر قائم یکی از باشگاه‌های فعال فوتسال در کشور ایران است.

## فصل ۸۶–۸۵
این تیم در فصل ۸۶–۸۵ به عنوان سیزدهمی این مسابقات دست پیدا کرد. این مسابقات با شرکت ۱۴ تیم برگزار گردید؛ که در انتها تیم فوتسال شن‌سا ساوه به مقام قهرمانی رسید.
این تیم از ۲۶ بازی خود صاحب ۷ برد و ۲ تساوی و ۱۷ باخت شد.